# Pseudosigmoilina
Pseudosigmoilina es un género de foraminífero bentónico de la subfamilia Miliolinellinae, de la familia Hauerinidae, de la superfamilia Milioloidea, del suborden Miliolina y del orden Miliolida. Su especie tipo es Quinqueloculina infravalanginiana. Su rango cronoestratigráfico abarca el Berriasiense (Cretácico inferior).

## Discusión
Clasificaciones más recientes han incluido Pseudosigmoilina en la Subfamilia Labalinininae, de la Familia Quinqueloculinidae.

## Clasificación
Pseudosigmoilina incluye a las siguientes especies:
- Pseudosigmoilina antiqua †
- Pseudosigmoilina infravalanginiana †
- Pseudosigmoilina minuta †

Otra especie considerada en Pseudosigmoilina es:
- Pseudosigmoilina rude †, de posición genérica incierta